# Ewelina Hańska
Ewelina Constanza Victoria Hańska, nacida Ewelina Rzewuska (n. Vinnytsia, actual Ucrania, 6 de enero de 1801 - París, 10 de abril de 1882) fue una noble polaca, cuyo nombre queda ligado al del escritor Honoré de Balzac, que sería su esposo.

## Biografía
Ewelina nació en la aldea de Pohrebyszcze, en Vínnitsa, actual Ucrania y era la hermana de Henryk Rzewuski, de la poderosa familia noble de los Rzewuski, entre cuyos miembros estaba incluso una reina de Francia, María Leszczyńska. Se casó con el barón Wacław Hański, un noble terrateniente ucraniano, que era veinte años más viejo que ella. Después de la muerte de su esposo, se casó con el novelista francés Honoré de Balzac en 1850.
La vida conyugal con Wacław Hański era monótona, pues el barón prefería atender sus asuntos en la solitaria hacienda de Wierchownia, en Ucrania, donde apenas había entretenimientos para la condesa Hanska. Como suscriptores de todas las novedades literarias de la época, los Hanski recibieron en 1830 la novela La Peau de chagrin de Honoré de Balzac, que había alcanzado gran popularidad y que, por su tratamiento de la mujer, entusiasmó a la condesa. Tras discutir con sus damas de compañía el contraste que encontraron entre novela y la mucho menos condescendiente Escenas de la vida conyugal, decidió remitir una carta anónima al escritor, en la que le comentara el disgusto que había sentido al leer la segunda novela. Al firmar la carta como L'Étrangère (en castellano: La extranjera), y al ser claro que la misiva provenía de Rusia, Balzac se entusiasmó con la idea de que una noble rusa de altísima alcurnia se interesara por él. Comenzó entonces una apasionada correspondencia entre ambos, en la que Balzac no dudó en confesarle su amor, algo que disgustó a la condesa, muy celosa de su reputación y para la que su correspondencia con Balzac era poco más que un divertimento.
Sin embargo, la relación continuó. El primer encuentro de Balzac con la condesa Hańska ocurrió en 1833, mientras ésta se encontraba de visita en Suiza junto con toda su familia, incluido el barón. Desde ese entonces mantendrían una relación por correspondencia regularmente, que se iría enfriando conforme pasaba el tiempo, sobre todo por la intransigencia de la condesa a que Balzac tomara otras amantes, cosa que aun así hizo. Cuando parecía que la relación había decaído totalmente, a finales de 1841 el esposo de la condesa falleció. Balzac, que recibió la noticia a comienzos de 1842, no dudó en retomar con todo su ímpetu la relación, con la esperanza de poder casarse con la riquísima condesa ahora que el barón había muerto. Sin embargo, la condesa se mostró fría y poco deseosa de casarse. En 1843 Honoré de Balzac viajó a San Petersburgo, pese a las protestas de la condesa, para encontrarse con ella, y declararle su más profundo amor. Una vez solventada una serie de problemas derivados del testamento del barón, que los Hanski habían impugnado temiendo que la condesa se casara con Balzac y los dejara sin nada, la condesa retomó con algo más de brío la relación.
Aparte de la apasionada correspondencia, Balzac acompañaría a ésta, a su hija y al prometido de ésta por un viaje por Europa, donde visitarían Alemania (Dresde, Baden-Baden,...), Bélgica, Italia, e incluso, pese a la prohibición expresa del zar de que cualquier súbdito ruso lo hiciera, París, donde Balzac ejerció de cicerone. A finales de 1847, regresó con ellas a Ucrania, si bien acuciantes asuntos de negocio obligaron a Balzac a regresar a París a comienzos de 1848. No obstante, volvió a Ucrania un año después, donde caería enfermo. Finalmente se casaría con la condesa Hańska el 14 de marzo de 1850, y juntos regresarían a París para instalarse en una lujosa mansión que Honoré de Balzac había preparado en los años anteriores con el dinero de la condesa. No obstante, la salud de Balzac, tremendamente resentida, hizo que cinco meses después, el 18 de agosto, muriera en París.
La escena de su muerte, relatada por Victor Hugo, demostró la fría indiferencia de la condesa hacia el mismo, puesto que arguyendo que estaba cansada, abandonó el lecho de muerte de su esposo y permitió que muriera en medio de una gran soledad. 
Tras la muerte de Balzac, la condesa tomó otros amantes, y gestionó la publicación de algunas de las obras póstumas del escritor. Pese a haber heredado de su marido una inmensa fortuna, su administración de la misma fue mala, y, en el momento de morir en 1882, sus medios habían disminuido considerablemente. Igualmente, el resto de su familia se arruinó.